# Galendromimus alveolaris
Galendromimus alveolaris är en spindeldjursart som först beskrevs av De Leon 1957.  Galendromimus alveolaris ingår i släktet Galendromimus och familjen Phytoseiidae. Inga underarter finns listade i Catalogue of Life.